# Barathrum
Barathrum est un groupe de doom et black metal finlandais, originaire d'Helsinki. Il est initialement formé en 1990 sous le nom de Darkfeast, changé en 1992 pour Barathrum. 

## Biographie
Le groupe est formé en hiver 1990 sous le nom de Darkfeast et, après un an et deux démos, se rebaptise Barathrum. Le groupe signe par la suite un contrat avec le label Nazgul’s Eyrie Productions. Après trois albums, Barathrum rejoint le label Spinefarm Records auquel il publiera cinq nouveaux albums. En 1997, le groupe part en tournée avec Countess et le groupe japonais Sabbat, aux Pays-Bas et en Allemagne,. Une tournée prévue en Finlande avec Countess, Wizzard et Babylon Whores en décembre 1997, est annulée.
En 2000 sort l'album Okkult. En 2009 sort l'album live Long Live Satan au label Ghul Productions. Vers 2014, Barathrum signe un contrat avec Saturnal Records pour la réédition des anciens albums du groupe. Le label annonce la réédition des trois premiers albums du groupe pour le 19 décembre 2014 à l'international. En novembre 2015, le label prévoit la réédition de la démo Devilry.

## Style musical et idéologie
Le groupe joue un style typique de grindcore chaotique dans la veine d'autres groupes finlandais comme Beherit, Archgoat et Impaled Nazarene, mêlé à du doom metal,. Trois bassistes y jouent ; leur première démo, Witchmaster, est considérée par la presse spécialisée comme du « jetblack doom-metal »,.

## Membres

### Membres actuels
- Demonos Sova – tous les instruments
- Anathemalignant – guitare
- Raakalainen – guitare
- Nuklear Tormentörr – basse
- G'Thaur – basse, chant
- Agathon – batterie

### Anciens membres
- Aki Hytönen – guitare (1990–1992)
- Ilu – batterie (1990–1992)
- Jetblack Roima (1990-1991, 2012-2016)
- Niko – guitare (1992–1992)
- Neva – guitare (1992–1992)
- Bloodbeast – guitare (1992)
- Necronom Dethstrike – batterie (1992–1992)
- Infernus – basse (1992–1996)
- Reaper Sklethnor – guitare (1993–1994)
- Destrukktorr – batterie (1993–1994)
- Crowl – basse (1994–1994)
- Pimeä – batterie (1995–1996)
- Sulphur – guitare (1996)
- Nattasett – batterie  (1998)
- Warlord – guitare (1999)
- Somnium – guitare (1999–2001)
- Beast Dominator – batterie (1999)
- Trollhorn – claviers (2000–2001)
- Anathemalignant – guitare (1997–1998, 2000–2004, 2007–2012)
- Pelcepoop - guitare (2000-2007)
- Abyssir – batterie (2000–2007)
- G'Thaur – basse, chant (1996–2012)
- Agathon – batterie (2007–2010)
- Avenger – batterie (ex-Goatmoon, ex-Dauntless) (2011–2012)

## Discographie

### Albums studio
- 1994 : Hailstorm
- 1995 : Eerie
- 1997 : Infernal
- 1998 : Legions of Perkele
- 1999 : Saatana
- 2000 : Okkult
- 2002 : Venomous
- 2005 : Anno Aspera - 2003 Years After Bastard's Birth
- 2017 : Fanatiko

### Autres
- 1994 : Devilry (EP)
- 1997 : Jetblack
- 2002 : Black Flames and Blood (CDS)
- 2009 : Long Live Satan (album live)
- 2010 : Unholy Conspiracy (split avec Epäkristus)